# International Premier Tennis League
La International Premier Tennis League (oficialmente la Coca-Cola International Premier Tennis League presentada por Qatar Airways  en virtud de acuerdos de patrocinio con The Coca-Cola Company y Qatar Airways) es una liga anual de tenis por equipos que se lleva a cabo en varias ciudades de Asia. Fundado en 2013, el torneo de tenis de la exposición de élite se llevó a cabo por primera vez en noviembre de 2014.

## Historia
Mahesh Bhupathi anunció la fundación de la International Premier Tennis League el 25 de mayo de 2013, en París. El plan inicial era empezar la liga con seis franquicias charter en Asia con la temporada inaugural que comienza en noviembre de 2014. Bhupathi dijo que la liga sería el modelo de la Indian Premier League, una liga de cricket en la India. Justin Gimelstob dijo que la liga sería impulsado por estrellas como World Team Tennis fue en la década de 1970. 
El 21 de enero de 2014, IPTL anunció la ubicación de las seis franquicias charter para la temporada inaugural de la liga. Cinco franquicias jugarían sus partidos en casa en Bangkok, Hong Kong, Kuala Lumpur, Mumbai y Singapur. Una sexta franquicia jugaría sus partidos en casa en una ciudad no revelada en el Medio Oriente. No hubo confusión que rodea el anuncio. Algunos medios de comunicación informaron de que habría cinco franquicias, no seis como se había anunciado previamente, y no incluyeron la franquicia de Hong Kong entre los cinco. las noticias Más tarde, en febrero de 2014, indicaron que habría cinco franquicias incluyendo uno con sede en Hong Kong, pero no uno en el Oriente Medio.
IPTL llevó a cabo su proyecto inaugural el 2 de marzo de 2014. Justo hasta el día antes del draft, los medios de comunicación permanecieron bajo la impresión de que las franquicias de Hong Kong y Kuala Lumpur participarían en la liga y que la franquicia de Oriente Medio era dudoso . Sin embargo, sólo cuatro equipos participaron en el proyecto: Bangkok, Bombay, Singapur y Oriente Medio ahora conocen como la franquicia de Dubái. No se hizo mención por IPTL de las franquicias de Hong Kong y Kuala Lumpur que habían desaparecido de repente.
Para mayo de 2014, la franquicia de Dubái estaba siendo conocido como los Halcones de Emiratos Árabes Unidos, la franquicia Mumbai había sido nombrado el Aces india, y la franquicia de Singapur estaba siendo referido como los Leones de Singapur.
El 10 de mayo de 2014, IPTL anunció que la franquicia de Bangkok sería trasladado a Manila, Filipinas debido a la inestabilidad política en Tailandia.
El 19 de junio de 2014, un IPTL comunicado de prensa reveló que los propietarios de las cuatro franquicias al público en general. El propietario de la franquicia de la India, Micromax Informática Ltd. resultó ser la razón por la que el equipo ya no se llamaba la franquicia Mumbai, porque prefiere tener el equipo juega sus partidos en casa en Nueva Delhi. Un grupo llamado PVP Ventures, liderado por el empresario Prasad V Potluri y leyenda del cricket Sachin Tendulkar había sido los dueños de franquicias originales con un plan para jugar partidos en casa en Mumbai. Mientras que el director general de la liga Bhupathi dijo PVP Ventures, había sido reemplazado por Micromax, porque PVP falló un plazo de pago, PVP dijo que se había retirado de la liga debido a la falta de claridad sobre cómo el modelo de negocio de IPTL progresaba y los desacuerdos sobre contratos de los jugadores. PVP no quería que el equipo sea el único responsable por el pago de salarios de los jugadores y favoreció la liga está obligado también. 
Para junio de 2014, la franquicia de Manila había sido nombrado a los Mavericks de Manila, los Falcons se había convertido en los Reales de los Emiratos Árabes Unidos y los Leones se había convertido en los Slammers Singapur.

### Resumen de la evolución de los nombres de franquicias charter
- Bangkok → Manila → Manila Mavericks → Philippine Mavericks
- Hong Kong → franquicia abandonada
- Kuala Lumpur → franquicia abandonada
- Middle East → Dubái → UAE Falcons → UAE Royals
- Mumbai → New Delhi → Indian Aces
- Singapur → Singapore Lions → Singapore Slammers

## Formato de la competición
Todos los partidos IPTL se ajustan a las reglas del tenis y al código de conducta establecido por la Federación Internacional de Tenis. Un fósforo consta de cinco series cada una de una categoría diferente como sigue:
- Individual para hombres
- Individual para mujeres
- Dobles para hombres
- Dobles mixtos
- Individual de los últimos campeones

El orden del juego es decidido por el entrenador del equipo local. Si dos equipos están jugando en un sitio neutral, entonces un sorteo de moneda determina qué entrenador elige el orden de juego. El primer saque en el primer set está determinado por un lanzamiento de monedas. El equipo que sirvió último en el último juego o desempate del conjunto anterior recibirá durante el siguiente set.
Cada equipo puede llamar a un power point una vez en cada set al recibir el saque, y el siguiente punto jugado contará el doble. Efectivamente, un jugador que arrastra 15-0 puede conseguir directamente a 15-30 ganando el power point.
Los juegos se juegan a cuatro puntos sin anotaciones. Cada partido ganado por un jugador o un equipo de dobles añade un punto a la puntuación del equipo en el partido. El equipo con más puntos al final de los cinco sets gana el partido. Cada set se gana cuando un equipo es el primero en alcanzar seis juegos ganados. Si la puntuación es de cinco partidos, se jugará un partido de cinco minutos. El jugador o equipo de dobles líder al final de cinco minutos gana el set.
Si el equipo que gana el quinto set está liderando el partido, el partido ha terminado. Si la puntuación está empatada después de que un equipo haya ganado el quinto set, se jugará un set-time de siete minutos de duración. El resultado cuenta como un punto de juego ganado. Si el equipo que gana el quinto set se estaba perdiendo el partido, el partido irá a tiempo de muerte súbita de prórroga con eficacia extendiendo el quinto set. Si el equipo líder gana un partido en tiempo extra, gana el desempate. Si el equipo de que iba perdiendo gana suficientes juegos en el tiempo extras para empatar la puntuación de partido sin perder un partido, se disputará un partido de un solo minuto de para un hombre para decidir al ganador del empate. Un lanzamiento de la moneda decide quién sirve primero.
Durante los partidos IPTL, un reloj de disparo controla la cuenta regresiva entre los puntos y durante los cambios. Habrá un máximo de 20 segundos entre cada punto de juego y un máximo de tres minutos entre cada set.
Cada equipo puede solicitar el tiempo de salida de un entrenador una vez durante cada serie. Cada tiempo de espera está limitado a una duración máxima de 60 segundos.
Cada equipo puede hacer una sustitución de un jugador por juego, excepto un equipo con la ventaja general de partido en el conjunto final. Si un jugador del equipo líder se lesiona durante el quinto set, no puede ser reemplazado. El equipo que se estaba perdiendo en el partido se acredita con suficientes juegos ganados para empatar la puntuación global del partido y enviarlo a un super shoot-out. Los jugadores eliminados de un conjunto para un sustituto pueden jugar en juegos posteriores en el partido.
El equipo que gana un empate tiene cuatro puntos agregados a su total en la clasificación por equipos. Si el equipo perdedor acumula al menos 20 puntos de juego, recibe dos puntos en la clasificación por equipos. Si el equipo perdedor acumula al menos 10 pero menos de 20 puntos de juego, recibe un punto en la clasificación por equipos. Los equipos perdedores que ganan menos de 10 puntos de juego no reciben ningún punto en la clasificación por equipos.
El equipo con más puntos a lo largo de la temporada es declarado campeón del IPTL. En el caso de que dos o más equipos compartan los puntos más altos en la cuenta final, los criterios para decidir el campeón son
1. Resultados de Head to Head
2. Número de partidos ganados
3. Número de juegos perdidos
4. Mayor margen de los juegos en cualquier partido
5. Lanzamiento de la moneda

El campeonato IPTL recibirán el Trofeo IPTL Challenge junto con un gran premio de US $ 1.000.000.